# Billerica (Massachusetts)
Billerica es un pueblo ubicado en el condado de Middlesex en el estado estadounidense de Massachusetts. En el Censo de 2010 tenía una población de 40 243 habitantes y una densidad poblacional de 590,55 personas por km².

## Geografía
Billerica se encuentra ubicado en las coordenadas 42°33′35″N 71°15′39″O / 42.55972, -71.26083. Según la Oficina del Censo de los Estados Unidos, Billerica tiene una superficie total de 68.15 km², de la cual 66.22 km² corresponden a tierra firme y (2.83%) 1.93 km² es agua.

## Demografía
Según el censo de 2010, había 40 243 personas residiendo en Billerica. La densidad de población era de 590,55 hab./km². De los 40.243 habitantes, Billerica estaba compuesto por el 90.16% blancos, el 2.11% eran afroamericanos, el 0.15% eran amerindios, el 5.45% eran asiáticos, el 0.02% eran isleños del Pacífico, el 0.7% eran de otras razas y el 1.41% pertenecían a dos o más razas. Del total de la población el 2.57% eran hispanos o latinos de cualquier raza.